# Championnat d'Europe de courses de camions 2006
Pour les articles homonymes, voir CECC.
Navigation
2005 2007
Le championnat européen de course de camions 2006 est la 22e édition du championnat d'Europe de courses de camions. Il comporte neuf Grands Prix, commence le 8 avril 2006 à Barcelone en Espagne et s'achève le 9 octobre 2006 à Nürburg en Allemagne. La saison est marquée par la suppression de la catégorie supertruck, seule la catégorie truck est maintenue.

## Grand Prix de la saison 2006
| N° | Date          | Grand Prix                | Circuit   | Vainqueur Course 1 | Vainqueur Course 2 | Vainqueur Course 3 | Vainqueur Course 4 |
| -- | ------------- | ------------------------- | --------- | ------------------ | ------------------ | ------------------ | ------------------ |
| 1  | 08.04 – 09.04 | Grand Prix de Barcelone   | Barcelone | David Vršecký      | David Vršecký      | David Vršecký      | Antonio Albacete   |
| 2  | 27.05 – 28.05 | Grand Prix de Belgique    | Zolder    | Antonio Albacete   | Antonio Albacete   | Antonio Albacete   | Jochen Hahn        |
| 3  | 03.06 – 04.06 | Grand Prix d'Albacete     | Albacete  | Markus Oestreich   | Markus Oestreich   | Gerd Körber        | Gerd Körber        |
| 4  | 17.06 – 18.06 | Grand Prix de Nogaro      | Nogaro    | Jochen Hahn        | Jochen Hahn        | Jochen Hahn        | Jochen Hahn        |
| 5  | 07.07 – 08.07 | Grand Prix du Nürburgring | Nürburg   | Markus Bösiger     | Gerd Körber        |                    |                    |
| 6  | 26.08 – 27.08 | Grand Prix de Most        | Most      | Antonio Albacete   | Antonio Albacete   | Antonio Albacete   | Antonio Albacete   |
| 7  | 09.09 – 10.09 | Grand Prix de Zolder      | Zolder    | Gerd Körber        | David Vršecký      | Gerd Körber        | Gerd Körber        |
| 8  | 30.09 – 01.10 | Grand Prix de Jarama      | Jarama    | Markus Oestreich   | Antonio Albacete   | Jochen Hahn        | Antonio Albacete   |
| 9  | 28.10 – 29.10 | Grand Prix du Mans        | Le Mans   | Gerd Körber        | Gerd Körber        | Jochen Hahn        | Jochen Hahn        |